# Division I (Schach) 1964
Die Division I 1964 war die 15. schwedische Mannschaftsmeisterschaft im Schach (Allsvenskan) und gleichzeitig deren 12. Austragung in einem Ligabetrieb mit Auf- und Abstieg.

## Datum und Ort
Die Wettkämpfe wurden am 31. Oktober und 1. November in Eskilstuna ausgetragen.

## Turnierverlauf
Die im Vorjahr aufgestiegene Auswahlmannschaft von Östergötland gewann alle drei Wettkämpfe und wurde damit schwedischer Meister, während der zweite Aufsteiger, die Auswahlmannschaft von Dalarna, punktlos abstieg. Der Titelverteidiger Wasa SK und die Auswahlmannschaft von Mälardalen erreichten jeweils 3:3 Punkte, allerdings wies Wasa drei Brettpunkte Vorsprung auf und erreichte damit den Klassenerhalt.

### Abschlusstabelle
| Pl. | Verein               | Sp | G | U | V | MP  | Brett-P.  |
| --- | -------------------- | -- | - | - | - | --- | --------- |
| 01. | Östergötlands SF (N) | 3  | 3 | 0 | 0 | 6:0 | 18,5:11,5 |
| 02. | Wasa SK (M)          | 3  | 1 | 1 | 1 | 3:3 | 16,5:13,5 |
| 03. | Mälardalens SF       | 3  | 1 | 1 | 1 | 3:3 | 13,5:16,5 |
| 04. | Dalarnas SF (N)      | 3  | 0 | 0 | 3 | 0:6 | 11,5:18,5 |

### Entscheidungen
|     | Schwedischer Mannschaftsmeister: Östergötlands SF          |
|     | Absteiger in die Division II: Mälardalens SF, Dalslands SF |
| (M) | Meister der letzten Saison                                 |
| (N) | Aufsteiger der letzten Saison                              |

### Kreuztabelle
| Ergebnisse | Ergebnisse       | 01. | 02. | 03. | 04. |
| ---------- | ---------------- | --- | --- | --- | --- |
| 01.        | Östergötlands SF |     | 5½  | 7   | 6   |
| 02.        | Wasa SK          | 4½  |     | 5   | 7   |
| 03.        | Mälardalens SF   | 3   | 5   |     | 5½  |
| 04.        | Dalarnas SF      | 4   | 3   | 4½  |     |

## Die Meistermannschaft
| 1.            | Östergötlands SF |
| Schachfiguren | Sten Isaksson, Tore Danielsson, Erik Larsson, Ulf Svensson, Bengt Hammar, Gunnar Andersson, Rune Averby, Roland Tapper, Erik Kjellberg, Nils Vallentin. |